# Bupalus inversa
Bupalus inversa är en fjärilsart som beskrevs av Schulz. Bupalus inversa ingår i släktet Bupalus och familjen mätare. Inga underarter finns listade i Catalogue of Life.